# Karl Ferdinand Braun
Karl Ferdinand Braun (Fulda, 1850. június 6. – New York, 1918. április 20.) német feltaláló, Nobel-díjas fizikus.

## Tanulmányai, eredményei
Braun a Marburgi Egyetemen folytatta tanulmányait, a doktori címet a berlini egyetemen szerezte meg, 1872-ben. Fölfedezte a félvezetők egyenirányító hatását (1874), megszerkesztette az első katódsugárcsövet (Braun-cső, 1897), eredményeket ért el a drót nélküli szikratávíró kifejlesztésében (csatolt körű Braun-adó, kristálydetektor, 1898). A fizikai Nobel-díjat is ezért a fejlesztéséért kapta meg 1909-ben, Guglielmo Marconival megosztva.